# Maria Eduarda Machado
Maria Eduarda Pellegrino Machado (Rio de Janeiro, 8 de abril de 1986), é uma atriz brasileira.

## Carreira
Em 2007 integrou a décima-quarta temporada de Malhação como Cecília, uma bolsista que se dividia entre dois amores e trabalhava para ajudar os pais. Em fevereiro de 2008 fez uma pequena participação em um capítulo da minissérie Queridos Amigos, de Maria Adelaide Amaral. Em 2009 foi convidada pela Oi TV para participar do seriado Castigo Final, onde fez a presidiária Selma.

## Vida pessoal
É filha do jornalista Renato Machado. Em 2006 fez parte da Oficina de Atores da Rede Globo. Em 2009 também fez parte da Oficina de Atores da Record.

## Filmografia

### Televisão
| Ano  | Título                  | Personagem                 | Nota s                                    |
| ---- | ----------------------- | -------------------------- | ----------------------------------------- |
| 2007 | Malhação                | Cecília Albuquerque (Ciça) | Temporada 14                              |
| 2008 | Queridos Amigos         | Atendente                  | Episódio: "28 de março"                   |
| 2009 | Castigo Final           | Selma Pires                |                                           |
| 2010 | Morando Sozinho         | Maria Carolina             | Episódio: "Não Quero Voltar para Vitória" |
| 2015 | Cúmplices de um Resgate | Letícia Flores             |                                           |